# Bauhinia fryxellii
Bauhinia fryxellii là một loài thực vật có hoa trong họ Đậu. Loài này được Wunderlin miêu tả khoa học đầu tiên.